# Wittenförden
Wittenförden est une commune allemande du Mecklembourg appartenant à l'arrondissement de Ludwigslust-Parchim (Mecklembourg-Poméranie-Occidentale).

## Géographie
La commune est située au bord du lac Neumühler See et à l'ouest de la ville de Schwerin.

## Historique
L'endroit a été mentionné pour la première fois dans un document officiel en 1217.